# Robert G. Brett

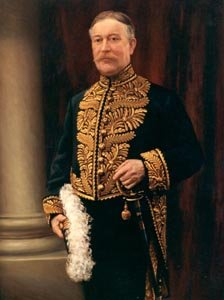
Robert G. Brett

Robert George Brett (* 15. November 1851 in Strathroy, Provinz Kanada; † 6. September 1929 in Calgary, Alberta) war ein kanadischer Politiker. Von 1915 bis 1925 war er Vizegouverneur der Provinz Alberta.

## Biografie
Brett ging während seiner Kindheit auf die Strathroy Grammar School, später studierte er Medizin an der University of Toronto, wo er 1874 letztlich promovierte. Nach seiner Promotion eröffnete er eine Praxis in Lambton County, bevor er an den Universitäten in New York, Philadelphia und Wien an postgraduale Ausbildung teilnahm.
1883 zog Brett nach Banff, das in den damaligen Nordwest-Territorien lag. Drei Jahre später eröffnete er dort ein eigenes Sanatorium, in dem er als Mediziner arbeitete, nachdem er in den 1870er Jahren schon in Arkona als Arzt gearbeitet hatte.
1888 begann seine politische Laufbahn, nachdem er in die Legislativversammlung der Nordwest-Territorien für den Wahlkreis Red Deer einziehen konnte. Drei Jahre später wurde er in seinem Amt bestätigt, vertrat jedoch nun den Wahlkreis Banff. Auch die Wahlen der Jahre 1894 und 1898 konnte Brett gewinnen.
Als Alberta 1905 den Provinzstatus erhielt, kandidierte Brett auf Seiten der Progressive Conservative Association of Alberta bei den ersten Wahlen zur Legislativversammlung von Alberta, konnte sich jedoch gegen seinen liberalen Gegenkandidaten nicht durchsetzen. 1909 wurde er zum Präsidenten der Progressive Conservative Association of Alberta gewählt, war allerdings nicht der politische Führer der Partei. Bei den Provinzwahlen im selben Jahr scheiterte er erneut.
Am 20. Oktober 1915 wurde Brett zum Vizegouverneur der Provinz Alberta ernannt; im selben Jahr erhielt er die Ehrendoktorwürde der University of Alberta. 1914 war er Präsident der Sektion Alberta des kanadischen Roten Kreuzes geworden. Er nutzte seine neue Position als Vizegouverneur, um zugunsten der während des Ersten Weltkriegs im Einsatz stehenden Truppen Geld zum Kauf von Medizin und Ausrüstung zu sammeln. 1816 wurde er zum Ehrenoberst des 82nd Infantry Battalion der Canadian Expeditionary Force ernannt. Er blieb bis zum 29. Oktober 1925 im Amt. Knapp vier Jahre später verstarb Brett und wurde in Banff beerdigt.